# باولا مونيوث
باولا مونيوث (بالإسبانية: Paola Muñoz) هي دراجة تشيلية، ولدت في 13 أبريل 1986 في سانتياغو في تشيلي.

## وصلات خارجية
- باولا مونيوث على موقع الاتحاد الدولي للدراجات (الإنجليزية)
- باولا مونيوث على موقع أرشيف الدراجات (الإنجليزية)
- باولا مونيوث على موقع إحصائيات الدراجات الإحترافية (الإنجليزية)
- باولا مونيوث على موقع نسبة الدراجات (الإنجليزية)
- باولا مونيوث على موقع CycleBase (الإنجليزية)
- باولا مونيوث على موقع أوليمبيديا (الإنجليزية)